# هافن سيتي
هافن سيتي (بالألمانية: HafenCity ) حي جديد في منطقة الميناء التاريخي في مدينة هامبورغ، ثاني أكبر مدن جمهورية ألمانيا الاتحادية، وأكبر موانئ الشمال الأوروبي. تعد هافن سيتي والتي تعنى باللغة العربية مدينة الميناء بمثابة مدينة داخلية، أو نموذج مصغر لمدينة كبيرة، تجمع عدداً من الوحدات السكنية والتجارية والترفيهية في منطقة خضراء موحدة. توصف بأنها نموذجاً للبناء المستدام، الرفيق بالبيئة. بمساحة 1.55 كم² تقريبًا. ومن المتوقع أن يكتمل مشروع هافن سيتي، بين عامي 2025-2030.

## وصلة خارجية
- الصفحة الرسمية لهافن سيتي (باللغة الألمانية والإنجليزية)